# Otocinclus affinis

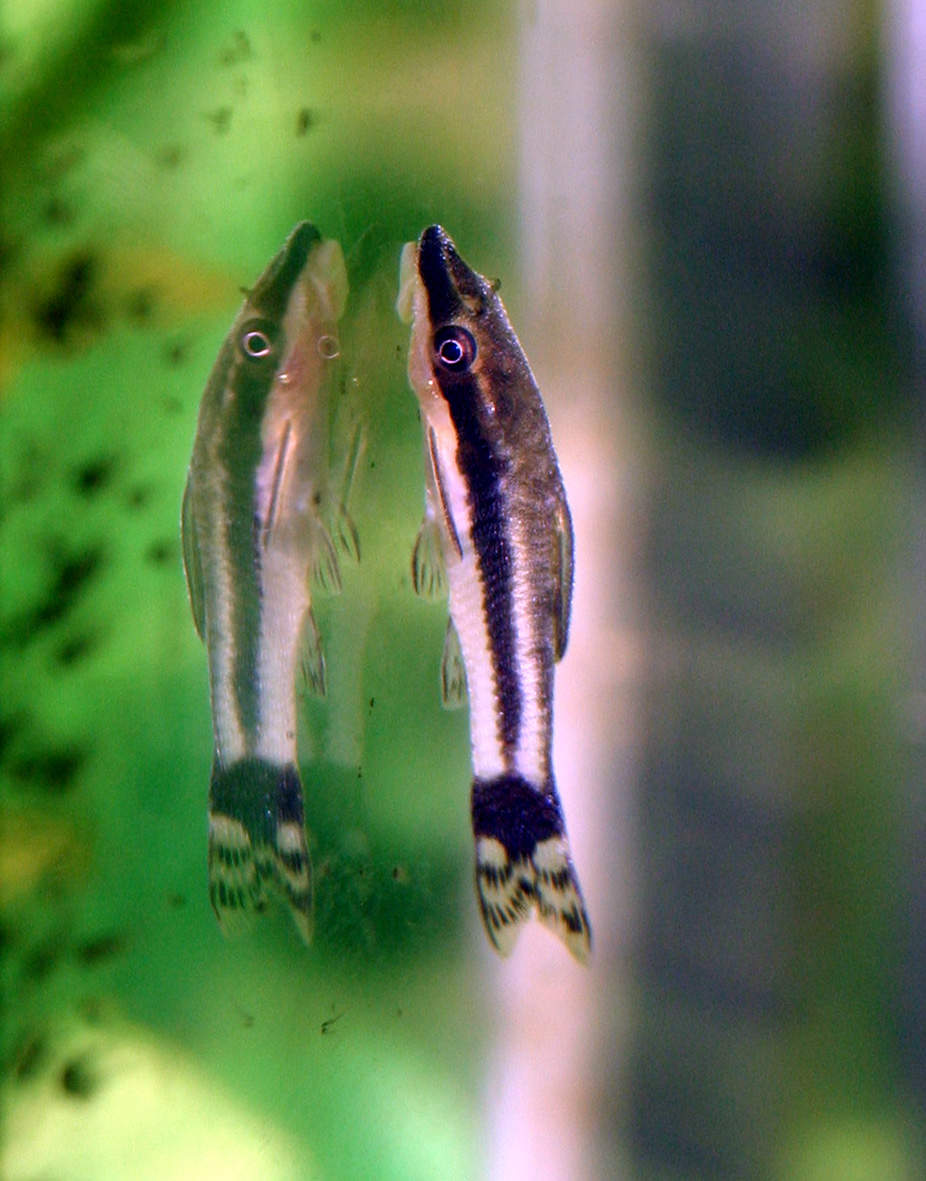
Otocinclus affinis

Otocinclus affinis (ou Macrotocinclus affinis) é um peixe siluriforme do gênero Otocinclus (Macrotocinclus).
Peixe que vive em águas barrentas e em meio da lama onde se alimenta de pequenos seres que vivem no barro.